# Estonian International 2017
Die Estonian International 2017 im Badminton fanden vom 12. bis 15. Januar 2017 in Tallinn statt.

## Sieger und Platzierte
| Disziplin    | Gold                            | Silber                               | Bronze                             |
| ------------ | ------------------------------- | ------------------------------------ | ---------------------------------- |
| Herreneinzel | Raul Must                       | Toby Penty                           | Hermansyah                         |
| Herreneinzel | Raul Must                       | Toby Penty                           | Erik Meijs                         |
| Dameneinzel  | Delphine Lansac                 | Ksenia Polikarpova                   | Evgeniya Kosetskaya                |
| Dameneinzel  | Delphine Lansac                 | Ksenia Polikarpova                   | Mariya Mitsova                     |
| Herrendoppel | Bastian Kersaudy Julien Maio    | Henri Aarnio Iikka Heino             | Hermansyah Gustav Stromvall        |
| Herrendoppel | Bastian Kersaudy Julien Maio    | Henri Aarnio Iikka Heino             | Jordan Corvée Thom Gicquel         |
| Damendoppel  | Mariya Mitsova Petya Nedelcheva | Delphine Delrue Léa Palermo          | Ekaterina Bolotova Alina Davletova |
| Damendoppel  | Mariya Mitsova Petya Nedelcheva | Delphine Delrue Léa Palermo          | Kristin Kuuba Helina Rüütel        |
| Mixed        | Rodion Alimov Alina Davletova   | Anatoliy Yartsev Evgeniya Kosetskaya | Thom Gicquel Delphine Delrue       |
| Mixed        | Rodion Alimov Alina Davletova   | Anatoliy Yartsev Evgeniya Kosetskaya | Bastian Kersaudy Léa Palermo       |

## Ergebnisse

### Herreneinzel Qualifikation
- Julien Carraggi –  Mathias Bonny: 23-21 / 21-14
- Miha Ivanič –  Mihkel Laanes: 21-12 / 15-21 / 21-19
- Joonas Korhonen –  Oskar Westerlund: 21-9 / 21-15
- Richard Kuhl –  Elias Nicolaou: 21-7 / 18-21 / 21-12
- Andy Tsai –  Romain Eudeline: 21-13 / 21-18
- Yonathan Levit –  Niks Podosinoviks: 23-21 / 21-13
- Daniel Chislov –  Oleksandr Kolesnik: 21-12 / 21-19
- Andraž Krapež –  Sergey Don: 23-25 / 21-13 / 21-18
- Ben Torrance –  Gergő Pytel: 22-20 / 21-9
- Vincent Medina –  Martin Cerkovnik: 21-17 / 21-10
- Prakash Vijayanath –  Jere Övermark: 21-11 / 21-16
- Mikhail Lavrikov –  Duarte Nuno Anjo: 19-21 / 21-14 / 21-12
- Toma Junior Popov –  Julius von Pfaler: 21-10 / 21-17
- Elias Bracke –  Heming Lin: 21-14 / 21-17
- Joel König –  Heiko Zoober: 21-16 / 19-21 / 21-12
- Karan Rajan Rajarajan –  Marc Laporte: 21-10 / 21-9
- Jesper Paul –  Pavel Kotsarenko: 21-18 / 21-18
- Bernardo Atilano –  Marcus Lõo: 21-17 / 21-10
- Mattias Wigardt –  Hugo Batista: 21-17 / 21-10
- Karolis Eimutaitis –  Mikk Ounmaa: 21-16 / 14-21 / 21-18
- Hermansah –  Mika Kongas: 21-15 / 21-11
- Hin Shun Wong –  Alexander Bass: 21-15 / 21-17
- Arto Lahtinen –  Rui Mendes: 21-16 / 24-22
- Jacob Nilsson –  Arnaud Merklé: 21-12 / 21-12
- Rok Jerčinovič –  Felix Nandin: 17-21 / 21-17 / 21-11
- Alexander Roovers –  Vladyslav Volnyanskiy: 21-8 / 21-8
- Douglas Lidman –  Collins Valentine Filimon: 21-11 / 21-14
- Birger Abts –  Daniel Ojaaar: 21-13 / 15-21 / 21-19
- Zach Russ –  Dzmitry Saidakou: 21-15 / 21-8
- Wibowo Setyaldi Putra –  Arturo Hernández: 21-12 / 21-11
- Léo Rossi –  Miha Ivančič: 21-9 / 21-15
- Kyrylo Leonov –  Morgan Lidman: 21-12 / 21-13
- Miha Ivanič –  Julien Carraggi: 19-21 / 22-20 / 21-11
- Joonas Korhonen –  Richard Kuhl: 21-9 / 21-16
- Andy Tsai –  Yonathan Levit: 21-14 / 21-10
- Andraž Krapež –  Daniel Chislov: 21-17 / 8-21 / 21-14
- Vincent Medina –  Ben Torrance: 21-16 / 21-15
- Mikhail Lavrikov –  Prakash Vijayanath: 21-10 / 14-21 / 21-19
- Toma Junior Popov –  Elias Bracke: 21-9 / 21-18
- Karan Rajan Rajarajan –  Joel König: 21-13 / 21-15
- Bernardo Atilano –  Jesper Paul: 21-16 / 21-6
- Mattias Wigardt –  Karolis Eimutaitis: 21-8 / 21-5
- Hermansah –  Hin Shun Wong: 21-12 / 21-9
- Jacob Nilsson –  Arto Lahtinen: 21-8 / 21-15
- Alexander Roovers –  Rok Jerčinovič: 21-1 / 21-6
- Birger Abts –  Douglas Lidman: 21-19 / 21-19
- Wibowo Setyaldi Putra –  Zach Russ: 21-7 / 21-10
- Kyrylo Leonov –  Léo Rossi: 24-22 / 21-8
- Joonas Korhonen –  Miha Ivanič: 18-21 / 21-18 / 21-11
- Andy Tsai –  Andraž Krapež: 21-17 / 21-12
- Vincent Medina –  Mikhail Lavrikov: 21-9 / 21-11
- Toma Junior Popov –  Karan Rajan Rajarajan: 21-16 / 21-14
- Mattias Wigardt –  Bernardo Atilano: 15-21 / 21-16 / 21-19
- Hermansah –  Jacob Nilsson: 14-21 / 22-20 / 21-10
- Alexander Roovers –  Birger Abts: 21-16 / 22-20
- Wibowo Setyaldi Putra –  Kyrylo Leonov: 16-21 / 21-11 / 21-10

### Herreneinzel
- Raul Must –  Wibowo Setyaldi Putra: 21-14 / 21-19
- Alexander Roovers –  Matthew Carder: 21-16 / 21-15
- Subhankar Dey –  Rhys Walker: 21-16 / 21-15
- Toma Junior Popov –  Joonas Korhonen: 16-21 / 21-15 / 21-7
- Eetu Heino –  Mikael Westerbäck: 21-15 / 21-13
- Anton Kaisti –  Vincent Medina: 24-22 / 13-21 / 23-21
- Erik Meijs –  Victor Svendsen: 27-25 / 10-21 / 21-16
- Lars Schänzler –  Sam Parsons: 21-11 / 16-21 / 21-14
- Gergely Krausz –  Pierrick Cajot: 21-10 / 21-17
- Anatoliy Yartsev –  Mattias Wigardt: 10-21 / 24-22 / 21-19
- Kasper Lehikoinen –  Jan Fröhlich: 21-10 / 21-10
- Hermansah –  Kalle Koljonen: 21-19 / 21-18
- Rasmus Messerschmidt –  Andy Tsai: 21-17 / 21-17
- Toby Penty –  Henri Aarnio: 21-18 / 21-16
- Felix Burestedt –  Vilson Vattanirappel: 21-15 / 21-10
- Kai Schäfer –  Iikka Heino: 21-18 / 10-21 / 21-12
- Raul Must –  Alexander Roovers: 21-13 / 21-18
- Subhankar Dey –  Toma Junior Popov: 21-16 / 21-14
- Eetu Heino –  Anton Kaisti: 15-21 / 21-8 / 21-13
- Erik Meijs –  Lars Schänzler: 21-17 / 21-12
- Anatoliy Yartsev –  Gergely Krausz: 21-19 / 16-21 / 21-19
- Hermansah –  Kasper Lehikoinen: 24-22 / 21-13
- Toby Penty –  Rasmus Messerschmidt: 21-10 / 21-16
- Kai Schäfer –  Felix Burestedt: 23-21 / 21-11
- Raul Must –  Subhankar Dey: 19-21 / 21-14 / 21-18
- Erik Meijs –  Eetu Heino: 21-18 / 21-18
- Hermansah –  Anatoliy Yartsev: 21-14 / 21-15
- Toby Penty –  Kai Schäfer: 11-21 / 21-14 / 21-11
- Raul Must –  Erik Meijs: 21-11 / 22-20
- Toby Penty –  Hermansah: 22-20 / 21-12
- Raul Must –  Toby Penty: 16-21 / 24-22 / 21-13

### Dameneinzel Qualifikation
- Kristin Kuuba –  Vladyslava Lesnaya: 21-11 / 8-21 / 21-19
- Hannaliina Piho –  Liana Lencevica: 21-18 / 21-16
- Petra Polanc –  Riikka Sinkko: 21-15 / 21-15
- Mariya Rud –  Noora Ahola: 21-15 / 21-17
- Kati-Kreet Marran –  Linda Marie Danielsson: 21-18 / 21-19
- Nastja Stovanje –  Tuuli Härkönen: 16-21 / 21-15 / 25-23
- Jekaterina Romanova –  Pihla Lindberg: 21-15 / 21-6
- Hanna Karkaus –  Helis Pajuste: 21-5 / 21-16
- Margot Lambert –  Johanna Luostarinen: 21-13 / 21-14
- Nika Arih –  Mari Ann Karjus: 21-15 / 21-16
- Darya Samarchants –  Léonice Huet: 21-15 / 23-21
- Anne Hald –  Anastasiya Cherniavskaya: 21-16 / 18-21 / 21-13
- Elina Niranen –  Bianka Bukoviczki: 21-11 / 0-0 Ret.
- Vytautė Fomkinaitė –  Ema Cizelj: 21-10 / 21-18
- Marie Batomene –  Anna Mikhalkova: 21-17 / 21-13
- Grace King –  Anna Paavola: 11-21 / 21-18 / 21-16
- Kristin Kuuba –  Hannaliina Piho: 21-7 / 21-18
- Petra Polanc –  Mariya Rud: 13-21 / 21-19 / 21-9
- Kati-Kreet Marran –  Nastja Stovanje: 21-13 / 21-23 / 21-7
- Jekaterina Romanova –  Hanna Karkaus: 21-19 / 21-15
- Margot Lambert –  Nika Arih: 21-16 / 15-21 / 21-17
- Anne Hald –  Darya Samarchants: 21-19 / 7-21 / 21-14
- Vytautė Fomkinaitė –  Elina Niranen: 21-18 / 21-12
- Marie Batomene –  Grace King: 21-7 / 21-14

### Dameneinzel
- Ksenia Polikarpova –  Katia Normand: 21-14 / 21-7
- Manon Krieger –  Cendrine Hantz: 21-13 / 21-23 / 21-19
- Irina Amalie Andersen –  Natalya Voytsekh: 17-21 / 21-13 / 21-17
- Lydia Jane Powell –  Jekaterina Romanova: 21-13 / 21-3
- Mariya Mitsova –  Yaëlle Hoyaux: 21-14 / 24-22
- Ronja Stern –  Kati-Kreet Marran: 21-16 / 21-8
- Alesia Zaitsava –  Kristin Kuuba: 21-13 / 9-21 / 21-19
- Marie Batomene –  Gerda Voitechovskaja: 21-9 / 21-16
- Maryna Iljinska –  Vytautė Fomkinaitė: 21-12 / 21-12
- Getter Saar –  Anastasiia Semenova: 21-14 / 21-12
- Petra Polanc –  Elizaveta Pyatina: 21-15 / 15-21 / 21-6
- Evgeniya Kosetskaya –  Margot Lambert: 17-21 / 21-16 / 21-11
- Ana Marija Šetina –  Anne Hald: 21-14 / 22-20
- Ágnes Kőrösi –  Zuzana Pavelková: 21-11 / 21-15
- Ayla Huser –  Krestina Silich: 21-13 / 21-14
- Delphine Lansac –  Sonja Pekkola: 21-16 / 21-6
- Ksenia Polikarpova –  Manon Krieger: 21-8 / 21-18
- Irina Amalie Andersen –  Lydia Jane Powell: 21-5 / 21-13
- Mariya Mitsova –  Ronja Stern: 21-14 / 21-16
- Marie Batomene –  Alesia Zaitsava: 21-18 / 21-19
- Maryna Iljinska –  Getter Saar: 21-11 / 22-20
- Evgeniya Kosetskaya –  Petra Polanc: 21-11 / 21-13
- Ágnes Kőrösi –  Ana Marija Šetina: 21-13 / 21-13
- Delphine Lansac –  Ayla Huser: 21-11 / 21-6
- Delphine Lansac –  Ágnes Kőrösi: 21-11 / 21-6
- Ksenia Polikarpova –  Irina Amalie Andersen: w.o.
- Mariya Mitsova –  Marie Batomene: 21-15 / 13-21 / 21-19
- Evgeniya Kosetskaya –  Maryna Iljinska: 21-12 / 21-13
- Ksenia Polikarpova –  Mariya Mitsova: 21-16 / 21-13
- Delphine Lansac –  Evgeniya Kosetskaya: 21-11 / 16-21 / 21-14
- Delphine Lansac –  Ksenia Polikarpova: 21-15 / 21-14

### Herrendoppel Qualifikation
- Elias Bracke /  Julien Carraggi –  Miha Ivančič /  Rok Jerčinovič: 21-15 / 30-29
- Karl Kert /  Marcus Lõo –  Uladzislau Savelyeu /  Uladzimir Varantsou: 21-17 / 21-17
- Vladyslav Buldenko /  Ivan Druzchenko –  Mika Kongas /  Arto Lahtinen: 12-21 / 21-19 / 21-13
- Adam Gozzi /  Carl Harrbacka –  Guntis Lavrinovičs /  Niks Podosinoviks: 21-16 / 21-11
- David Hong /  Ethan van Leeuwen –  Heming Lin /  Jesper Paul: 21-19 / 21-13
- Eloi Adam /  Samy Corvée –  Felix Nandin /  Oskar Westerlund: 21-15 / 24-22
- Jussi Metsomaki /  Iiro Suomalainen –  Duarte Nuno Anjo /  Hugo Batista: 22-20 / 21-11
- Karl Kivinurm /  Vahur Lukin –  Karolis Eimutaitis /  Edgaras Slušnys: 21-19 / 18-21 / 21-13
- Elias Bracke /  Julien Carraggi –  Karl Kert /  Marcus Lõo: 21-18 / 21-15
- Adam Gozzi /  Carl Harrbacka –  Vladyslav Buldenko /  Ivan Druzchenko: 21-17 / 21-12
- Eloi Adam /  Samy Corvée –  David Hong /  Ethan van Leeuwen: 25-23 / 16-21 / 21-12
- Karl Kivinurm /  Vahur Lukin –  Jussi Metsomaki /  Iiro Suomalainen: 21-16 / 22-20

### Herrendoppel
- Hermansah /  Gustav Stromvall –  Elias Bracke /  Julien Carraggi: 21-18 / 21-12
- Dean George /  Zach Russ –  Thomas Baures /  Léo Rossi: 21-17 / 21-17
- Alexander Bass /  Shai Geffen –  Oleksandr Kolesnik /  Mykola Martynenko: 26-24 / 13-21 / 22-20
- Kristjan Kaljurand /  Raul Käsner –  Karl Kivinurm /  Vahur Lukin: 21-9 / 21-11
- Oliver Baczala /  Max Flynn –  Oskari Larkimo /  Tuomas Nuorteva: 18-21 / 21-5 / 21-14
- Eloi Adam /  Samy Corvée –  Jesper von Hertzen /  Julius von Pfaler: 21-13 / 24-22
- Miha Ivanič /  Andraž Krapež –  Adam Gozzi /  Carl Harrbacka: 21-16 / 21-19
- Jordan Corvée /  Thom Gicquel –  Daniel Chislov /  Yonathan Levit: 21-14 / 21-15
- Hermansah /  Gustav Stromvall –  Romain Eudeline /  Marc Laporte: 21-14 / 21-9
- Rodion Alimov /  Pavel Kotsarenko –  Dean George /  Zach Russ: 21-18 / 21-11
- Henri Aarnio /  Iikka Heino –  Alexander Bass /  Shai Geffen: 21-16 / 21-12
- Kristjan Kaljurand /  Raul Käsner –  Gergely Krausz /  Gergő Pytel: 21-13 / 21-7
- Oliver Baczala /  Max Flynn –  Mikk Ounmaa /  Heiko Zoober: 21-17 / 21-17
- Bastian Kersaudy /  Julien Maio –  Eloi Adam /  Samy Corvée: 21-16 / 21-13
- Miha Ivanič /  Andraž Krapež –  Mathias Bonny /  Gilles Tripet: 21-15 / 13-21 / 21-18
- Jordan Corvée /  Thom Gicquel –  Konstantin Abramov /  Alexandr Zinchenko: 21-18 / 21-12
- Hermansah /  Gustav Stromvall –  Rodion Alimov /  Pavel Kotsarenko: 21-11 / 22-20
- Henri Aarnio /  Iikka Heino –  Kristjan Kaljurand /  Raul Käsner: 21-18 / 21-18
- Bastian Kersaudy /  Julien Maio –  Oliver Baczala /  Max Flynn: 12-21 / 21-16 / 21-17
- Jordan Corvée /  Thom Gicquel –  Miha Ivanič /  Andraž Krapež: 21-17 / 21-13
- Henri Aarnio /  Iikka Heino –  Hermansah /  Gustav Stromvall: 25-23 / 18-21 / 21-17
- Bastian Kersaudy /  Julien Maio –  Jordan Corvée /  Thom Gicquel: 21-18 / 17-21 / 21-17
- Bastian Kersaudy /  Julien Maio –  Henri Aarnio /  Iikka Heino: 21-13 / 21-14

### Damendoppel Qualifikation
- Aidi Hamburg /  Helis Pajuste –  Melissa Mazurtsak /  Editha Schmalz: 17-21 / 21-16 / 21-14
- Liana Lencevica /  Jekaterina Romanova –  Sigrid Laura Moora /  Hannaliina Piho: 19-21 / 21-14 / 21-11
- Mari Ann Karjus /  Kati-Kreet Marran –  Karoliine Hõim /  Laura Vana: 22-20 / 21-14
- Annie Lado /  Hope Warner –  Tuuli Härkönen /  Elina Niranen: 22-20 / 21-19
- Liana Lencevica /  Jekaterina Romanova –  Aidi Hamburg /  Helis Pajuste: 21-17 / 21-3
- Mari Ann Karjus /  Kati-Kreet Marran –  Annie Lado /  Hope Warner: 21-12 / 21-17

### Damendoppel
- Vladyslava Lesnaya /  Darya Samarchants –  Mari Ann Karjus /  Kati-Kreet Marran: 21-10 / 17-21 / 21-6
- Maryna Iljinska /  Anna Mikhalkova –  Verlaine Faulmann /  Vimala Hériau: 18-21 / 21-16 / 21-19
- Yevgeniya Paksyutova /  Mariya Rud –  Linda Marie Danielsson /  Rebecca Johnsson: 21-10 / 21-8
- Nika Arih /  Petra Polanc –  Noora Ahola /  Linnea Vainula: 21-12 / 21-19
- Pihla Lindberg /  Viola Lindberg –  Leah Allen /  Natasha Lado: 21-17 / 15-21 / 21-16
- Delphine Delrue /  Léa Palermo –  Ema Cizelj /  Nastja Stovanje: 21-18 / 21-10
- Léonice Huet /  Margot Lambert –  Anastasiya Cherniavskaya /  Alesia Zaitsava: 15-21 / 21-14 / 22-20
- Ekaterina Bolotova /  Alina Davletova –  Vytautė Fomkinaitė /  Gerda Voitechovskaja: 21-9 / 21-11
- Mariya Mitsova /  Petya Nedelcheva –  Vladyslava Lesnaya /  Darya Samarchants: 21-10 / 21-23 / 21-13
- Maryna Iljinska /  Anna Mikhalkova –  Liana Lencevica /  Jekaterina Romanova: 21-15 / 21-17
- Kristin Kuuba /  Helina Rüütel –  Yevgeniya Paksyutova /  Mariya Rud: 21-15 / 21-17
- Nika Arih /  Petra Polanc –  Sonja Pekkola /  Inalotta Suutarinen: 21-15 / 23-21
- Jenny Nyström /  Riikka Sinkko –  Pihla Lindberg /  Viola Lindberg: 21-19 / 21-10
- Delphine Delrue /  Léa Palermo –  Natalya Voytsekh /  Yelyzaveta Zharka: 21-17 / 18-21 / 21-16
- Léonice Huet /  Margot Lambert –  Hanna Karkaus /  Johanna Luostarinen: 21-16 / 21-11
- Ekaterina Bolotova /  Alina Davletova –  Rebekka Findlay /  Caitlin Pringle: 21-13 / 21-13
- Mariya Mitsova /  Petya Nedelcheva –  Maryna Iljinska /  Anna Mikhalkova: 21-9 / 21-5
- Kristin Kuuba /  Helina Rüütel –  Nika Arih /  Petra Polanc: 21-19 / 21-10
- Ekaterina Bolotova /  Alina Davletova –  Léonice Huet /  Margot Lambert: 21-19 / 21-15
- Delphine Delrue /  Léa Palermo –  Jenny Nyström /  Riikka Sinkko: 21-7 / 21-12
- Mariya Mitsova /  Petya Nedelcheva –  Kristin Kuuba /  Helina Rüütel: 21-11 / 21-15
- Delphine Delrue /  Léa Palermo –  Ekaterina Bolotova /  Alina Davletova: 16-21 / 21-18 / 25-23
- Mariya Mitsova /  Petya Nedelcheva –  Delphine Delrue /  Léa Palermo: 21-12 / 21-16

### Mixed Qualifikation
- David Hong /  Hope Warner –  Stuart Hardy /  Chloe Le Tissier: 21-7 / 21-18
- Dzmitry Saidakou /  Alesia Zaitsava –  Sergey Don /  Yevgeniya Paksyutova: 21-18 / 15-21 / 21-11
- Guntis Lavrinovičs /  Jekaterina Romanova –  Andres Aru /  Ulla Helm: 26-24 / 19-21 / 21-15
- Vahur Lukin /  Mari Ann Karjus –  Oskari Larkimo /  Noora Ahola: 21-18 / 13-21 / 21-13
- Mikk Ounmaa /  Sigrid Laura Moora –  Raimo Pregel /  Kulle Laidmae: 14-21 / 21-17 / 21-15
- Jesper von Hertzen /  Karoliine Hõim –  Jere Övermark /  Inalotta Suutarinen: 21-11 / 21-13
- Mykola Martynenko /  Darya Samarchants –  Martin Cerkovnik /  Ana Marija Šetina: 18-21 / 21-15 / 22-20
- Marcus Lõo /  Kati-Kreet Marran –  Edgaras Slušnys /  Vytautė Fomkinaitė: 21-19 / 21-11
- David Hong /  Hope Warner –  Dzmitry Saidakou /  Alesia Zaitsava: 21-13 / 16-21 / 21-13
- Vahur Lukin /  Mari Ann Karjus –  Guntis Lavrinovičs /  Jekaterina Romanova: 21-19 / 15-21 / 21-17
- Jesper von Hertzen /  Karoliine Hõim –  Mikk Ounmaa /  Sigrid Laura Moora: 21-10 / 21-16
- Mykola Martynenko /  Darya Samarchants –  Marcus Lõo /  Kati-Kreet Marran: 18-21 / 21-14 / 21-14

### Mixed
- Jesper von Hertzen /  Karoliine Hõim –  Vahur Lukin /  Mari Ann Karjus: 21-10 / 21-13
- Miha Ivančič /  Petra Polanc –  David Hong /  Hope Warner: 21-12 / 21-18
- Raul Käsner /  Helina Rüütel –  Uladzimir Varantsou /  Krestina Silich: 21-17 / 18-21 / 21-16
- Oliver Baczala /  Annie Lado –  Lauri Nuorteva /  Linnea Vainula: 21-5 / 21-13
- Rodion Alimov /  Alina Davletova –  Max Flynn /  Leah Allen: 21-6 / 21-15
- Tuomas Nuorteva /  Sonja Pekkola –  Miha Ivanič /  Nika Arih: 17-21 / 21-9 / 21-19
- Jacob Nilsson /  Irina Amalie Andersen –  Julius von Pfaler /  Tuuli Härkönen: 28-26 / 21-14
- Thom Gicquel /  Delphine Delrue –  Jesper Paul /  Elina Niranen: 21-10 / 21-10
- Bastian Kersaudy /  Léa Palermo –  Jesper von Hertzen /  Karoliine Hõim: 21-6 / 21-11
- Mykola Martynenko /  Darya Samarchants –  Miha Ivančič /  Petra Polanc: 14-21 / 21-12 / 21-16
- Anatoliy Yartsev /  Evgeniya Kosetskaya –  Raul Käsner /  Helina Rüütel: 21-11 / 21-9
- Anton Kaisti /  Jenny Nyström –  Oliver Baczala /  Annie Lado: 21-12 / 21-14
- Rodion Alimov /  Alina Davletova –  Rodion Kargaev /  Ekaterina Bolotova: 21-15 / 21-13
- Eloi Adam /  Vimala Hériau –  Tuomas Nuorteva /  Sonja Pekkola: 21-19 / 25-27 / 21-12
- Jacob Nilsson /  Irina Amalie Andersen –  Nikolai Ukk /  Anastasiia Boiarun: 21-10 / 21-9
- Thom Gicquel /  Delphine Delrue –  Jordan Corvée /  Anne Tran: 21-15 / 21-19
- Bastian Kersaudy /  Léa Palermo –  Mykola Martynenko /  Darya Samarchants: 21-12 / 21-8
- Rodion Alimov /  Alina Davletova –  Eloi Adam /  Vimala Hériau: 21-13 / 21-19
- Thom Gicquel /  Delphine Delrue –  Jacob Nilsson /  Irina Amalie Andersen: w.o.
- Anatoliy Yartsev /  Evgeniya Kosetskaya –  Anton Kaisti /  Jenny Nyström: 18-21 / 21-16 / 23-21
- Anatoliy Yartsev /  Evgeniya Kosetskaya –  Bastian Kersaudy /  Léa Palermo: 21-18 / 21-9
- Rodion Alimov /  Alina Davletova –  Thom Gicquel /  Delphine Delrue: 21-17 / 18-21 / 21-18
- Rodion Alimov /  Alina Davletova –  Anatoliy Yartsev /  Evgeniya Kosetskaya: 21-8 / 21-19